# Bolrond muisjesmos
Bolrond muisjesmos (Grimmia orbicularis) een soort uit het geslacht muisjesmos (Grimmia). Het groeit op steen.

## Determinatie
Bolrond muisjesmos groeit in vrijwel ronde kussentjes op basisch gesteente, de kussentjes lijken op die van gewoon muisjesmos, maar verschillen in bladvorm, basaal celpatroon en sporenkapsels. 

## Ecologie
Bolrond muisjesmos is een thermofiele pioniersoort. Op basische zandsteen in Spanje is de soort evenwel het meest voorkomende mos. In het buitenland is de habitat vaak kalksteen of basisch basalt, maar in Nederland is de meest voorkomende habitat verweerd, kalkrijk cement, zoals gebruikt voor de bouw van bunkers, tuinmuren en brugleuningen. Ook wordt de soort soms aangetroffen op oude eternieten daken.
In Nederland werd de soort tijdens een inventarisatie van 319 betonnen bunkers in de Nieuwe Hollandse Waterlinie 45 keer op daken aangetroffen, vooral op bunkers in De Biesbosch. Elders in het land is de soort slechts zelden aangetroffen. In 2010 werd de soort gevonden in het centrum van Utrecht, op een betonwand van een viaduct bij winkelcentrum Hoog Catharijne.

## Verspreiding
Bolrond muisjesmos kent een nagenoeg kosmopolitisch verspreidingsgebied. De soort ontbreekt in de meest noordelijke delen van Europa en Noord-Amerika. In Nederland komt het zeer zeldzaam voor. Het staat op de rode lijst in de categorie 'Gevoelig'.

## Foto's

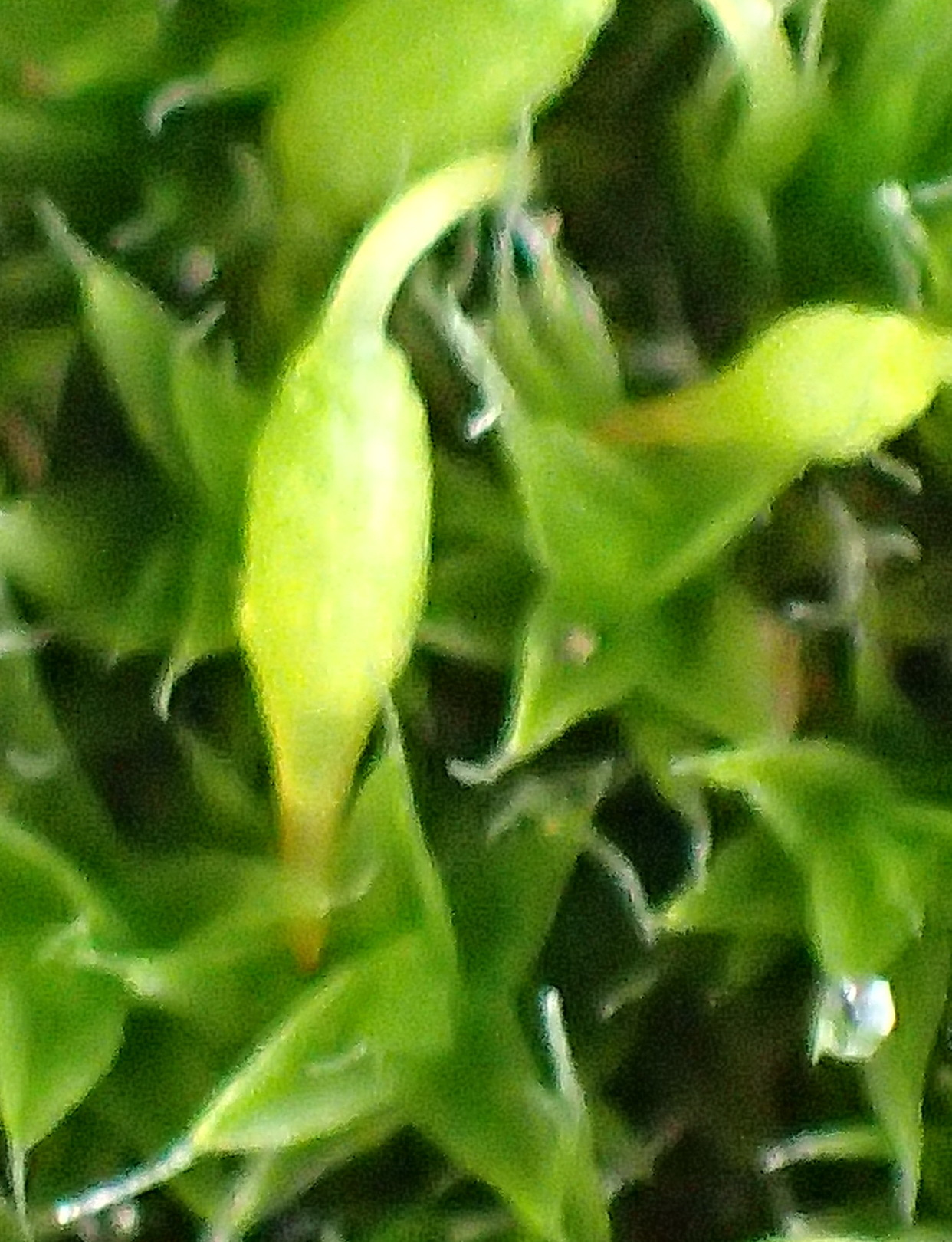